# Combretum obscurum
Combretum obscurum är en tvåhjärtbladig växtart som beskrevs av Louis René Tulasne. Combretum obscurum ingår i släktet Combretum och familjen Combretaceae. Inga underarter finns listade i Catalogue of Life.